# Bibow
Bibow település Németországban, Mecklenburg-Elő-Pomeránia tartományban. Lakosainak száma 352 fő (2023. december 31.).

## Népesség
A település népességének változása:
| Lakosok száma | 398  | 394  | 366  | 361  | 352  |
|               | 2017 | 2019 | 2021 | 2022 | 2023 |